# Loutraki-Agioi Theodoroi
Loutraki-Aghii Theodori (tiếng Hy Lạp: ?) là một khu tự quản ở vùng Peloponnesos, Hy Lạp. Khu tự quản Loutraki-Aghii Theodori có diện tích 295 km², dân số theo điều tra ngày 18 tháng 3 năm 2001 là 20040 người.